# Эфиопская кухня

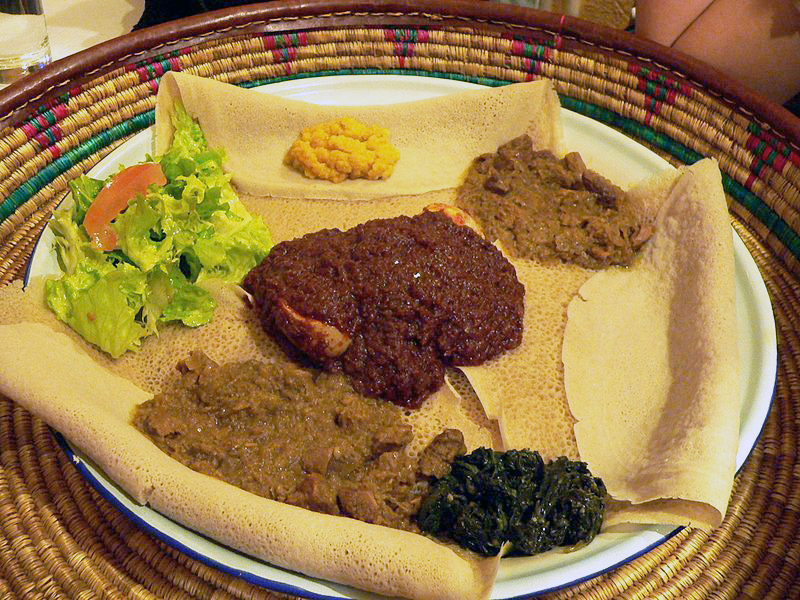
Тушёные овощи на ынджере. Типичное блюдо для Эфиопии и Эритреи

Эфиопская кухня (амх. የኢትዮጵያ እንደ) — традиционная народная кухня Эфиопии.

## Описание
Состоит, как правило, из пикантных овощных и мясных блюд, которые накладываются на ынджеру — крупную круглую кислую лепёшку диаметром около 50 см, изготовленную из тефовой муки. Вместо ложек и вилок используются кусочки ынджеры, которые отрываются от целой ынджеры во время принятия пищи.
Эфиопская кухня практически не использует свинину в своих блюдах, причём это характерно не только для мусульман, которым запрещено есть свиное мясо, но и для христиан Эфиопской церкви, которые придерживаются пищевых запретов Ветхого Завета.
Кроме того, Эфиопская православная церковь предписывает несколько постов, в том числе по средам и пятницам, поэтому эфиопская кухня изобилует большим количеством вегетарианских блюд, а рестораны эфиопской кухни популярны среди вегетарианцев других стран. В эфиопской кухне также распространён нуг.

## Традиционные блюда и продукты
Эфиопская кухня также известна своими специями. Наиболее популярные специи: шафран, базилик, кориандр, горчица, кардамон, красный перец и тимьян.
Основным мясным блюдом является:
- Китфо
- Бербере, митмитта — специальные смеси специй;

Бербере, комбинация приправ, состоящая из красного перца, имбиря, гвоздики, кориандра, душистого перца, ягод рута и индийского тмина. Часто используется нитр киббех, топлёное масло с имбирём, косеретом, пажитником, тмином, кориандром, куркумой, Эфиопским кардамоном, корицей или мускатным орехом.
Митмитта — это порошкообразная смесь приправ, используемая в эфиопской кухне. Она имеет оранжево-красный цвет и содержит молотый перец чили, семена кардамона, гвоздику и соль. Иногда в него входят и другие специи, включая корицу, тмин и имбирь.
- тыббс — продольные жареные кусочки говядины или баранины, подаваемые в остром соусе;
- доро-вотт — курица в луковом соусе;
- алча — традиционное блюдо эфиопской кухни.